# Lettre au père Noël
Ne doit pas être confondu avec Lettres du Père Noël.

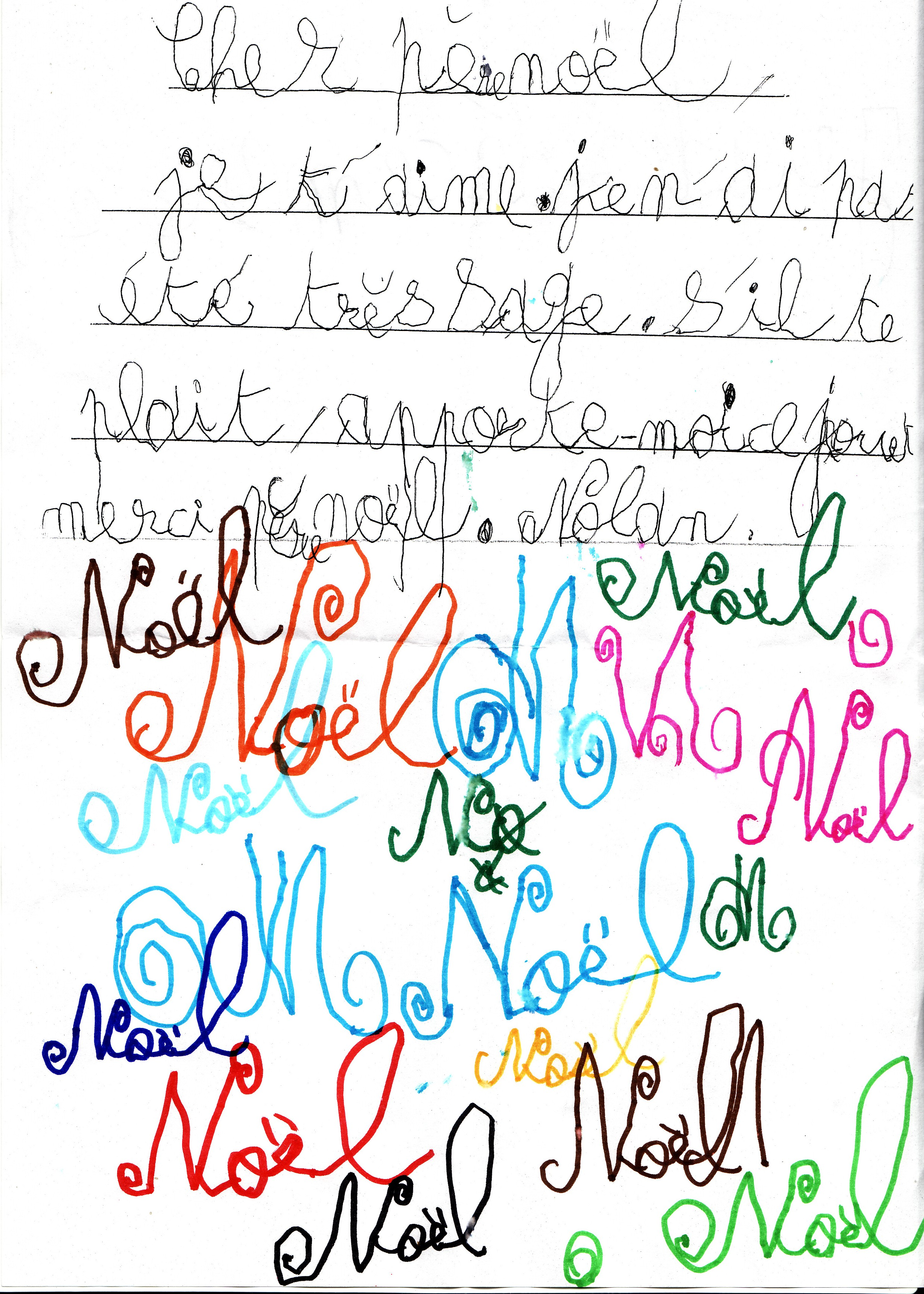
Une lettre au père Noël.

La lettre au père Noël est une tradition consistant pour les enfants à écrire une lettre au père Noël, dans laquelle ils indiquent les cadeaux qu'ils souhaiteraient recevoir ; cette coutume s'observe quelque temps avant Noël et permet aux parents de savoir de manière détournée ce que les enfants désirent. Cette tradition est née en France avec la popularisation du père Noël dans la deuxième moitié du XXe siècle. 
Dans les familles où le père Noël est un personnage important, les lettres au père Noël participent au déroulement de la vie familiale autour des fêtes de Noël.
Il y a eu une récupération commerciale de cette fameuse lettre via le Minitel et les numéros spéciaux à coût majoré.
Élargie au langage courant, une « lettre au père Noël » est aussi devenue synonyme de « vœu pieux », désir ou aspiration dont l’utopisme, jugé inapplicable par son irréalisme, est assimilé par analogie à de la naïveté enfantine.

## Au Canada
Pour les Canadiens, le père Noël demeure à l'adresse suivante :
Père Noël
Pôle Nord
H0H 0H0
CANADA
Le code postal « H0H 0H0 » a été choisi en ressemblance au rire caractéristique du père Noël : « Ho ! Ho ! Ho ! »
C'est la Société canadienne des postes (SCP) qui se charge de répondre. Plus de 6 000 bénévoles, employés et retraités de la SCP, aidés par des interprètes, ajoutent une petite note personnelle à la lettre préimprimée qu'ils envoient, afin de répondre à plus d'un million de lettres qui sont envoyées annuellement à cette adresse, dont certaines provenant d'autres pays que le Canada. Chaque expéditeur recevra une réponse dans la langue qu'il a utilisée pour écrire sa lettre, dont le braille.

## En France

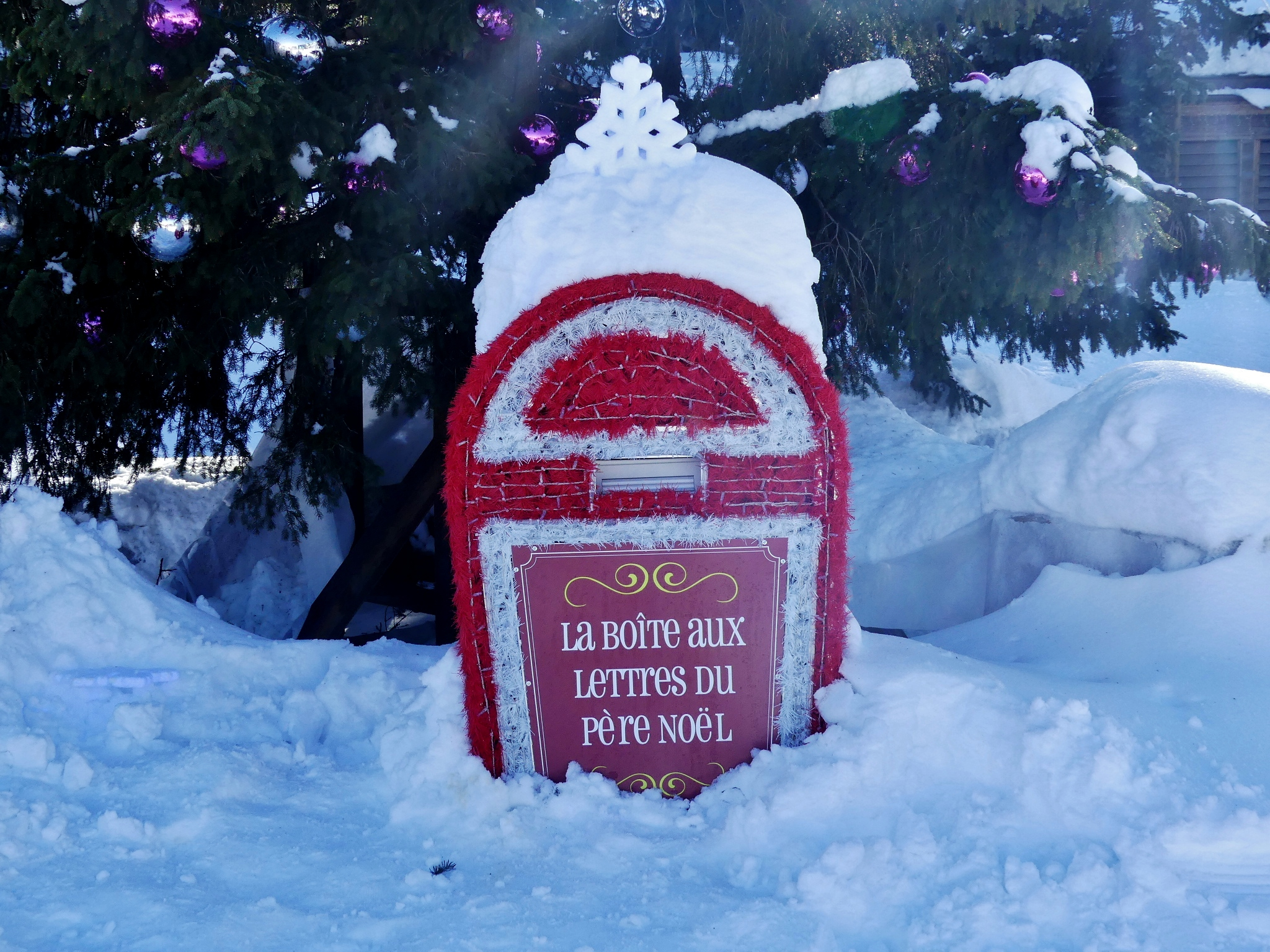
Une boîte aux lettres.

Dénommé « Service de courrier du Père Noël », le Secrétariat du Père Noël est créé en 1962 par le ministre des PTT Jacques Marette, dans le service des « rebuts » de l'hôtel des Postes à Paris. Ce service est né après que deux receveuses (Odette Ménager dans un bureau de poste du Maine-et-Loire et Magdeleine Homo, postière à Veules-les-Roses en Seine-Maritime) eurent fait connaître dans les années 1950 leur frustration de ne pouvoir acheminer le courrier destiné au Père Noël jusqu'à ce dernier et eurent pris l'initiative d'ouvrir le courrier, Magdeleine Homo répondant personnellement, seule et en cachette[réf. nécessaire], durant 12 ans, aux centaines de lettres des enfants de son village. Magdeleine Homo peut ainsi être considérée comme la première « secrétaire du père Noël » avant la pédiatre et psychanalyste Françoise Dolto.
Depuis 1962, en décembre, la Poste française répond ainsi aux lettres adressées au Père Noël (quelle que soit l'adresse inscrite). Ce courrier est ouvert par le service client courrier de La Poste à Libourne, la seule en France à être habilitée à effectuer cette opération, ceci afin de retrouver l'adresse de l'expéditeur et lui envoyer gratuitement une carte-réponse. La première carte-réponse était illustrée par René Chag et comportait un texte écrit par Françoise Dolto, psychanalyste et sœur du ministre des PTT de l'époque Jacques Marette.
Dans le Nord de la France, ainsi qu'en Belgique, c'est à saint Nicolas que les enfants adressent leur lettre, pour sa fête le 6 décembre.
Le texte de cette réponse, manuscrit sur la carte, était le suivant :

« Mon enfant chéri, ta gentille lettre m'a fait beaucoup de plaisir. Je t'envoie mon portrait. Tu vois que le facteur m'a trouvé, il est très malin. J'ai reçu beaucoup de commandes. Je ne sais pas si je pourrai t'apporter ce que tu m'as demandé. J'essaierai, mais je suis très vieux et quelquefois je me trompe. Il faut me pardonner. Sois sage, travaille bien. Je t'embrasse fort. Le Père Noël. »

En 2009, le texte de la carte réponse type or et rouge invite l'enfant à rejoindre le père Noël sur Internet :

« Coucou Bout'chou! Ding Dong Piwi Piwi ! C'est le son que fait ma boîte aux lettres magique quand elle reçoit un nouveau courrier. Et ce matin, je l'ai encore entendu… C'était ta gentille lettre que j'ai lue avec beaucoup d'attention. Mes lutins se mettent au travail tout de suite pour préparer tes cadeaux ! En attendant, j'ai besoin de ton aide… Tu es d'accord ? Est ce que tu aimes les chants de Noël ? Oui, j'en suis sur ! Ce sont eux qui répandent l'esprit de Noël lors du grand concert magique. Mais une chose terrible est arrivée : Mila, notre choriste de Noël, a perdu sa voix ! Il faut absolument l'aider à la retrouver ! Pour cela, viens vite sur mon site Internet, www.laposte.fr/pere-noel, nous la rechercherons ensemble. Tu verras, c'est très drôle et il y a plein de merveilles à découvrir ! Pour le moment, voici déjà un petit cadeau : un joli dessin à colorier. Prends tes plus beaux crayons et fais chanter les couleurs pour animer les personnages ! Je t'envoie une mélodie de baisers ! Le Père Noel »

Cette opération, plébiscitée par les enfants et leurs parents, connaît un succès grandissant : le courrier reçu par le père Noël a plus que doublé en 10 ans. En 2008, le père Noël a reçu plus de 1,6 million de courriers, dont 1,4 million de lettres et 200 000 courriers électroniques (via le portail Internet du groupe La Poste et le site du père Noël de La Poste).
En décembre 2012, le Secrétariat du Père Noël de La Poste fête son cinquantième anniversaire.
En décembre 2014, toute l'histoire du Secrétariat du Père Noël de La Poste est racontée pour la première fois dans un livre.
En novembre 2023, l'écrivain Michel Bussi est désigné pour rédiger les lettres de réponse du Père Noël.
En 2024, sous la plume de l'écrivaine Catherine Siguret, paraît un récit romancé de l'initiative de Magdeleine Homo à Veules-les-Roses

## En Irlande
Depuis la fin du XXe siècle An Post répondait aux lettres au père Noël envoyées par les enfants via un service dédié ; en 2025 il est envisagé de sous-traiter cette activité.